# Montréal–Saint-Henri
Montréal—Saint-Henri, appelé Montréal-Hochelaga de 1912 à 1923, est un ancien district électoral provincial du Québec situé sur l'île de Montréal. Il a existé de 1912 à 1966. Il a été formé d'une partie du district électoral d'Hochelaga.

## Historique

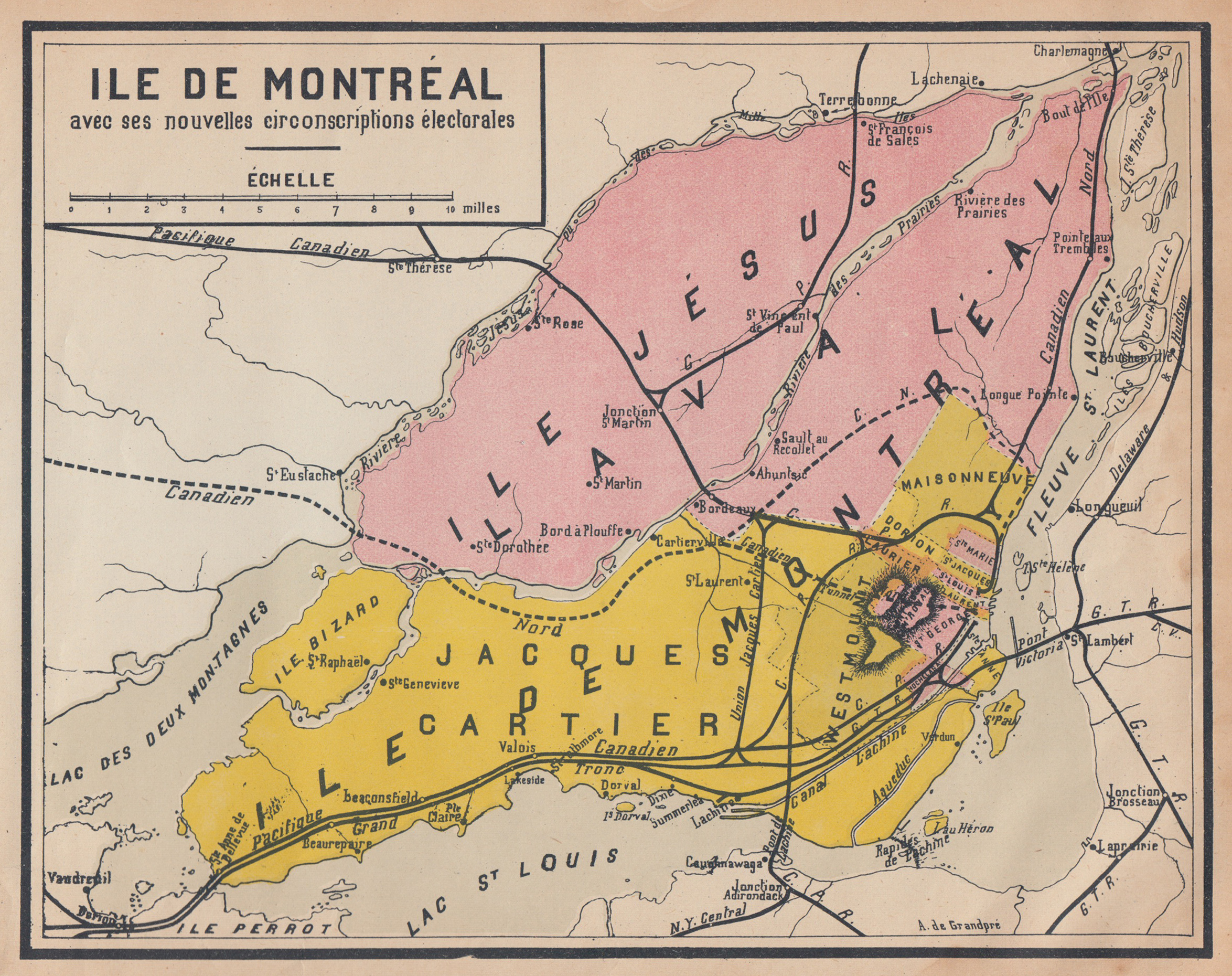
Carte des circonscriptions de l'île de Montréal en 1920. Montréal-Saint-Henri (alors appelé Montréal-Hochelaga et identifié Hochelaga sur la carte) est au centre-droit, en rose.

## Liste des députés
| Législature                               | Années    | Député                | Député                   | Parti           |
| ----------------------------------------- | --------- | --------------------- | ------------------------ | --------------- |
| Montréal-Hochelaga Créée depuis Hochelaga |           |                       |                          |                 |
| 13e                                       | 1912–1916 |                       | Séverin Létourneau       | Libéral         |
| 14e                                       | 1916–1919 |                       | Séverin Létourneau       | Libéral         |
| 15e                                       | 1919–1923 | Joseph-Hercule Bédard |                          | Libéral         |
| Montréal—Saint-Henri                      |           |                       |                          |                 |
| 16e                                       | 1923–1927 |                       | Joseph-Alan Bray         | Conservateur    |
| 17e                                       | 1927–1931 |                       | Joseph Alfred Leduc      | Libéral         |
| 18e                                       | 1931–1935 | Joseph-Maurice Gabias |                          | Libéral         |
| 19e                                       | 1935–1936 |                       | Wilfrid-Eldège Lauriault | ALN             |
| 20e                                       | 1936–1939 |                       | René Labelle             | Union nationale |
| 21e                                       | 1939–1944 |                       | Émile Boucher            | Libéral         |
| 22e                                       | 1944–1948 |                       | Joseph-Hormisdas Delisle | Union nationale |
| 23e                                       | 1948–1952 |                       | Joseph-Hormisdas Delisle | Union nationale |
| 24e                                       | 1952–1956 |                       | Philippe Lalonde         | Libéral         |
| 25e                                       | 1956–1960 |                       | Philippe Lalonde         | Libéral         |
| 26e                                       | 1960–1962 |                       | Philippe Lalonde         | Libéral         |
| 27e                                       | 1962–1966 |                       | Philippe Lalonde         | Libéral         |
| Dissoute dans Saint-Henri                 |           |                       |                          |                 |